# Sandweiler
Sandweiler is een gemeente in het Luxemburgse Kanton Luxemburg. Het grootste vliegveld van Luxemburg is op het grondgebied van de gemeente gelegen.
De gemeente heeft een totale oppervlakte van 7,73 km² en telde 3012 inwoners op 1 januari 2007.

## Evolutie van het inwoneraantal
| Jaar                              | 2001 | 2002 | 2003 | 2004 | 2005 |
| --------------------------------- | ---- | ---- | ---- | ---- | ---- |
| Inwoneraantal                     | 2577 | 2665 | 2758 | 2853 | 2870 |
| Opmerking: tellingen op 1 januari |      |      |      |      |      |

## Plaatsen
De gemeente bestaat uit Findel en Sandweiler. Tot 20 december 1873 was ook Hamm onderdeel van Sandweiler. Ondertussen is het een stadswijk van Luxemburg.

## Geboren
- Alphonse Weicker (1891-1973), voetballer en bankier
- Marcel Thill (1925-1975), kapper en kunstenaar